# Viorel Doboș
Constantin-Viorel Doboș (n. 14 aprilie 1917, Iași – d. 6 aprilie 1985, București) a fost un compozitor, dirijor, pianist, Maestru Emerit al Artei, Laureat al Premiului de Stat.

## Biografie
Viorel Dobos a văzut lumina zilei pe plaiurile Moldovei, la Iași, într-o familie de vechi magistrați. Tatăl său, Constantin Doboș, magistrat, mama sa, Matilda Doboș, profesoară de limba franceză. Pe când compozitorul avea trei ani, tatăl său a fost solicitat să ocupe funcția de judecător și prim consilier la Curtea de Apel a Oradei, unde s-a stabilit cu familia în care a mai apărut un frățior, Sorin Doboș, care va deveni, peste ani, avocat.
În viața familială, Viorel a trăit înconjurat de muzică și poezie, tatăl său cântând la pian și vioară. Scria poezii care i se tipăreau la Semănătorul și alte reviste culturale ale vremii.
Casa lor, în care se organizau seri muzicale și literare, era vizitată de oameni de cultură, printre care, adesea, Mihail Jora, ori Sabin Drăgoi, căruia nu i-a scăpat preferințele muzicale ale copilului Viorel pentru pian, iar sfaturile primite de la acesta au fost precumpănitoare pentru destinul lui. În aproprierea casei lor a existat școala de muzică Patzko, al cărei director, un muzician austriac pe nume Schmelzer, văzând atracția copilului pentru pian, s-a ocupat de pregătirea lui, încă de la patru ani, mai apoi și de armonie, contrapunct și orchestrație. Astfel că la 15 ani a compus un vodevil după ,,Scara Mâții”, de Vasile Alecsandri, pe care l-a armonizat și orchestrat. În paralel cu liceul Emil Gojdu din Oradea, a absolvit și această școală de muzică. Studiile superioare de muzică le face la Academia de Muzică și Artă Dramatică din București, dar, în paralel, la dorința tatălui său, urmează Facultatea De Drept, al cărei licențiat devine la 20 ani. Încă din anii studenției scrie pentru orchestră simfonică ,,Mica suită românească”, un ciclu de cântece pentru voce și pian etc. După licența în drept, studiile muzicale sunt întrerupte de stagiul militar - Școala de Ofițeri de rezervă din Ploiești și e trimis pe frontul de Est, în Caucaz și Crimeea, cu Batalionul 6 de Vânători de Munte. A luptat pe Râul Cuban, Crasnodar, Sevastopol. În perioada de refacere, generalul Mociulski, conducătorul unității de care aparținea, cunoscându-i pregătirea muzicală, îi dă ordin să organizeze spectacole pentru nemți. În multe orășele din Rusia se găsea câte o școală de balet, sau chiar de Operă, de unde selectau fete pentru spectacole.
Un episod care reliefează omenia și caracterul compozitorului s-a întâmplat atunci când ofițerii germani au blocat accesul sătenilor, cuprinși de foame, la un siloz de grâu. Impresionat de suferința acestora, sublocotenentul Doboș, cu riscul de a fi executat de nemți, a descuiat lacatele silozului cu ajutorul pistolului, lăsând oamenii să se aprovizioneze cu acele produse. Din fericire pentru el, nemții nu s-au mai întors în satul cu pricina.
După retragerea din Caucaz și Crimeea, este detașat cu unitatea pe frontul de Vest. Bolnav de paratifos, a fost evacuat din munții Tatra, iar în februarie 1945, a fost lăsat la vatră. 
A fost decorat cu ordinul Coroana României, clasa IV, cu spade, în grad de cavaler.

## Activitate artistică
După lăsarea la vatră, reia cursurile conservatorului, absolvindu-le trei ani mai târziu. Tot în această perioadă activează la Teatrul de Operetă al armatei ca pianist, dirijor secund și compozitor. Scrie operete pentru copii: ,,Ciocanul fermecat”, ,,Paloș Voinicul”, ,,Scufița roșie” și ,,Copita de argint”, jucate la Teatrul Național Studio, din capitală. Au urmat ,,Cântecul munților”, ,,Tarsița” și ,,Roșiorul”, dimensionate pe o schemă clasică a genului cu o distribuție de prestigiu, care s-au bucurat de un succes memorabil. 
Ca omagiu adus Moldovei natale, compune poemul vocal-simfonic ,,Pe plaiuri moldovene”, care sub bagheta lui Constantin Silvestri, filarmonica George Enescu o tălmăcește sub cupola Ateneului, stârnind aprecieri elogioase din partea publicului și a criticilor. Este înregistată la radio în întregime. Creează baletul ,,Păcală”, pe un libret de Stere Popescu, prezentat pe scena operei din Iași și a Teatrului Muzical din Brașov, obținând un succes remarcabil. 
Compune ,,Peneș Curcanul, un poem suită-rock, în patru părți, achiziționat de televiziune la un concurs TVR.
Baletul ,,Nunta Zamfirei”, după balada lui George Coșbuc, a primit premiul la un concurs al Radioteleviziunbii române, iar în 1988 a fost înregistrată de Orchestra Radio, dirijor Paul Popescu.
Abordând muzica ușoară, Viorel Doboș a studiat cu profesionalism ritmurile muzicii pop-rock, ca și structurile melodice și armonice, sau paleta orchestrațiilor de pe multe meridiane, pentru a realiza o muzică cu carcater românesc, pe cele mai moderne ritmuri. În acest sens sunt lucrări precum: ,,Frumos e chipul tău”, interpretat de Luigi Ionescu, ,,Glasul florilor”, interpretat de Jean Păunescu, ,,Trei trandafiri”, în interpretarea Doinei Badea, ,, Pe înserat”, cu Magda Ianculescu, ,,Nu-i decât un leagăn sub cer”, cântat de Jean Păunescu, și altele. 
Unele dintre investigațiile sale muzicale, au fost făcute cu gândul la opereta modernă românească (musicalul). Lucrările lui au o tentă de cuceritoare modernitate, născută nu din dorința de a fi la modă, sau de a obține efecte artificioase, ci dintr-o evoluție firească a unei gândiri iscoditoare și a unei deosebite sensibilități. Astfel a apărut musicalul ,,Nausica”, premiat de Radioteleviziunea română și pus în scenă de Teatrul Muzical din Constanța și înregistrată la Radio, de către orchestra de studio a Radioteleviziunii, dirijată de compozitor. El considera muzica ușoară, seva din care, de-a lungul timpului opereta și-a extras esența. Era deci firesc, spunea compozitorul, ca un musical scris în epoca unor ritmuri moderne să exploateze potențele expresive ale unor dansuri și melodii alături de ritmuri specifice românești, toate îmbrăcate într-o amplă orchestrație de jazz simfonic.
În cadrul unui concurs organizat de RTV, compune și prezintă musicalul rock ,,Chitarele tinereții, în două părți, obținând premiul I. Lucrarea este înregistrată de orchestra RTV, condusă de Sile Dinicu și filmată de televiziune. Este primul musical românesc când într-o lucrare de proporții, mijloacele de expresie ale muzicii pop-rock sunt turnate în tipare românești și închegate într-un tot unitar. 
Compozitorul își îndeplinește aspirația de a contribui la configurarea operetei moderne românești. Astfel în 1983 scrie teleopereta ,,Ultimul secret”, pe un libret de C-tin Cârjan, premiată de asemenea la concursul RTV, înregistrată în întregime cu un grup de soliști dintre cei mai valoroși, cu orcehstra de muzică ușoară a TVR, sub conducerea lui Sile Dinicu. În anul următor compune musicalul ,,Craii de curte veche”, după romanul omonim a lui Mateiu Caragiale, pe un libret de C-tin Cârjan. Comisia Uniunii Compozitorilor, analizând partitura, consideră că muzica este de o înaltă competență profesională, împletind elemente orientale de epocă cu ritmuri moderne și de o măiestrie incontestabilă a armoniei și orchestrației, iar despre ultima lui lucrare, musicalul ,,Titanic Vals”, după piesa lui Tudor Mușatescu, această comisie îl consideră unul dintre cei mai talentați și stăpân pe profesie al genului musical-operetă.
Dovedind un simț organizatoric deosebit și exigent în funcțiile de director și dirijor principal al unor instituții muzicale, pe care le-a ridicat la o înaltă cotă artistică.
După desființarea Teatrului de operetă Paladium, este solicitat  de ansamblul Ciocârlia al MAI, în funcția de dirijor, apoi numit director artistic. Condus de dorința de a realiza o instituție cu o înaltă ținută artistică, a cerut conducătorilor acestei instituții să-i permită să selecționeze colaboratori dintre cei mai buni profesioniști, precum maeștri de balet, dirijori, instrumentiști și soliști. Eforturile sale de a consolida ansamblul muzical nu au rămas neobservate, fiind solicitați să participe la turnee în multe țări, cum ar fi: China, Rusia, Vietnam, Mongolia, Coreea și altele din Extremul  Orient. Cum întors de pe front deținea gradul de sublocotenent în rezervă, Ansamblul având un statut militar, dirijorul a fost avansat până la gradul de colonel. Apoi a profesat ca director și dirijor principal la Teatrul Muzical Galați, ridicând instituția la un nivel artistic deosebit. A fost și directorul și dirijorul Ansamblului Rapsodia, pe care l-a pregătit în stilul său caracteristic, realizând turnee în Extremul Orient și Europa (Franța, Eleveția etc.)
Critici muzicali i-au dedicat adesea elogii ca muzician și ca om pe posturile radio, iar maestrul Doru Popovici l-a elogiat, considerându-i ,,chipul său plin de poezie, efigie latină”.

## Distincții
- titlul de Maestru emerit al artei din Republica Socialistă România (19 decembrie 1967) „cu prilejul împlinirii a 20 de ani de la înființarea ansamblului de cîntece și dansuri «Ciocîrlia» al Ministerului Afacerilor Interne, [...] pentru merite deosebite în domeniul creației și activitate artistică îndelungată”[2]

## Opere
Muzică vocal-simfonică
- Pe plaiuri moldovene
- Cheile Bicazului
- Mica suită românească
- Vrem pace

Operetă modernă
- Ciocanul fermecat
- Palos Voinicul
- Scufița roșie
- Copita de argint
- Cântecul munților
- Tarsița și roșiorul
- Nausica
- Chitarele tinereții
- Ultimul secret
- Craii de curte veche
- Madame Sans Genne
- Titanic vals

Muzică ușoară
- Frumos e chipul tău
- Glasul florilor
- Trei trandafiri
- Pe inserat
- Nu-i decât un leagăn sub cer

Cântece patriotice
- Tu legendar pământ străbun
- Îți când țara mea
- Românie, țară fermecată
- Vom apăra libertatea patriei
- Popor român viteaz și liber
- Stindardul neatârnării
- Vitejie legendară
- Țara mea
- Pentru a noastră românie